# ماي فوتشيغامي
ماي فوتشيغامي (渕上舞 فوتشيغامي ماي) هي مؤدية أصوات يابانية ولدت في 28 مايو في فوكوكا، فوكوكا.

## أدوارها في الأنمي

### مسلسلات أنمي تلفزيونية
- فصل الاغتيال - ناغيسا شيوتا
- فصل الاغتيال SECOND SEASON - ناغيسا شيوتا
- آربيجيو الفولاذ الأزرق: آرس نوفا - إيونا
- إختطاف الذئب - كانامي أساغيري
- إيتوتاما - مي-تان
- آيدولماستر سندريلا جيرلز - كارين هوجو
- آوتبريك كومباني - بيترالكا آن إلدرانت الثالثة
- جيرلز أند بانتزر - ميهو نيشيزومي
- فتاة الأمواج و فتى الشباب - مايكاوا-سان
- ساكورا تريك - كايدي إيكينو
- رد:_هاماتورا - سكيل
- كروس انج: رقصة الملاك و التنين - مي
- إندكس معينة خاصة بالسحر - أوراغامي
- إندكس معينة خاصة بالسحر II - أغاثا
- حارسات التوجي - يومي ساتسوكي
- بيرسونا 5 ذي أنيميشن - سادايو كاواكامي

### أنمي الإنترنت
- كوروسينسي كويست! - ناغيسا شيوتا

### أفلام أنمي
- آربيجيو الفولاذ الأزرق: آرس نوفا DC - إيونا
- آربيجيو الفولاذ الأزرق: آرس نوفا Cadenza - إيونا

## أدوارها في ألعاب الفيديو
- آيدولماستر سندريلا جيرلز - كارين هوجو
- آيدولماستر سندريلا جيرلز ستارلايت ستيج - كارين هوجو
- فصل الاغتيال: محاصرة كوروسينسي الكبرى!! - ناغيسا شيوتا
- فصل الاغتيال: خطة تدريب القتلة!! - ناغيسا شيوتا
- بيرسونا 5 - سادايو كاواكامي
- بيرسونا 5 رويال - سادايو كاواكامي

## وصلات خارجية
- ماي فوتشيغامي على موقع IMDb (الإنجليزية)
- ماي فوتشيغامي على موقع ميوزك برينز (الإنجليزية)
- ماي فوتشيغامي على موقع أول ميوزيك (الإنجليزية)
- ماي فوتشيغامي على موقع ديسكوغز (الإنجليزية)
- ماي فوتشيغامي على موقع قاعدة بيانات الفيلم (الإنجليزية)
- ماي فوتشيغامي على موقع كينوبويسك (الروسية)
- ماي فوتشيغامي على موقع ANN person (الإنجليزية)